# Marathon de Dunkerque
 (septembre 2015).
Le Marathon de Dunkerque est une course organisée dans la ville de Dunkerque dans le Nord-Pas-de-Calais, par l'association du Marathon de Dunkerque (AMD).

## Historique
Le Marathon de Dunkerque fut créé en 2000. En 2004 et 2007, l'AMD organisa les championnats de France de la discipline à Dunkerque.

## Un événement pour tous
Le Marathon de Dunkerque est ouvert à tous, licenciés et non licenciés, (1200 coureurs en 2004). En revanche, seules les personnes handicapées licenciées peuvent y participer (handibykes interdits).
L'AMD propose d'une part bien sûr le Marathon de Dunkerque mais également une randonnée pédestre de 12 km à l'intérieur de la ville de Dunkerque (Quartier de Malo-les-bains, Rosendaël, Centre-Ville et Citadelle), départ et arrivée place Jean Bart.

## L'épreuve en elle-même
La course mesure naturellement 42,195 km, elle se compose d'une boucle effectuée deux fois. Cette boucle transverse les Quartiers de la Citadelle, de Malo-les-Bains, la ville de Leffrinckoucke, celle de Zuydcoote, le Quartier de Rosendaël, de la Basse Ville et le Centre-Ville.

## Le marathon-duo
Pour la 9e édition du Marathon de Dunkerque, l'AMD a ajouté la possibilité de courir le marathon à deux, non pas côte à côte, mais à l'image du 4 fois 100 m, en relais, le premier coureur parcourt le premier semi-marathon, puis passe le relais à son partenaire qui effectue le deuxième semi-marathon.
Le marathon-duo peut être unisexe ou mixte, il existe 3 classements différents pour cette catégorie: Homme/Homme, Homme/Femme, Femme/Femme

## Résultats
| Édition | Gagnant           | Temps           | Gagnante         | Temps           |
| ------- | ----------------- | --------------- | ---------------- | --------------- |
| 2007    | Jackson Ronoh     | 2 h 15 min 38 s | Ceveno Béatrice  | 2 h 45 min 01 s |
| 2006    | Chopin Stéphane   | 2 h 32 min 40 s | Glineur Claudine | 3 h 21 min 32 s |
| 2005    | Koech Kiptoo Luka | 2 h 15 min 14 s | Egorova Elena    | 2 h 44 min 38 s |
| 2004    | Antoine David     | 2 h 19 min 57 s | Cormerais Céline | 2 h 44 min 19 s |